# Rhein

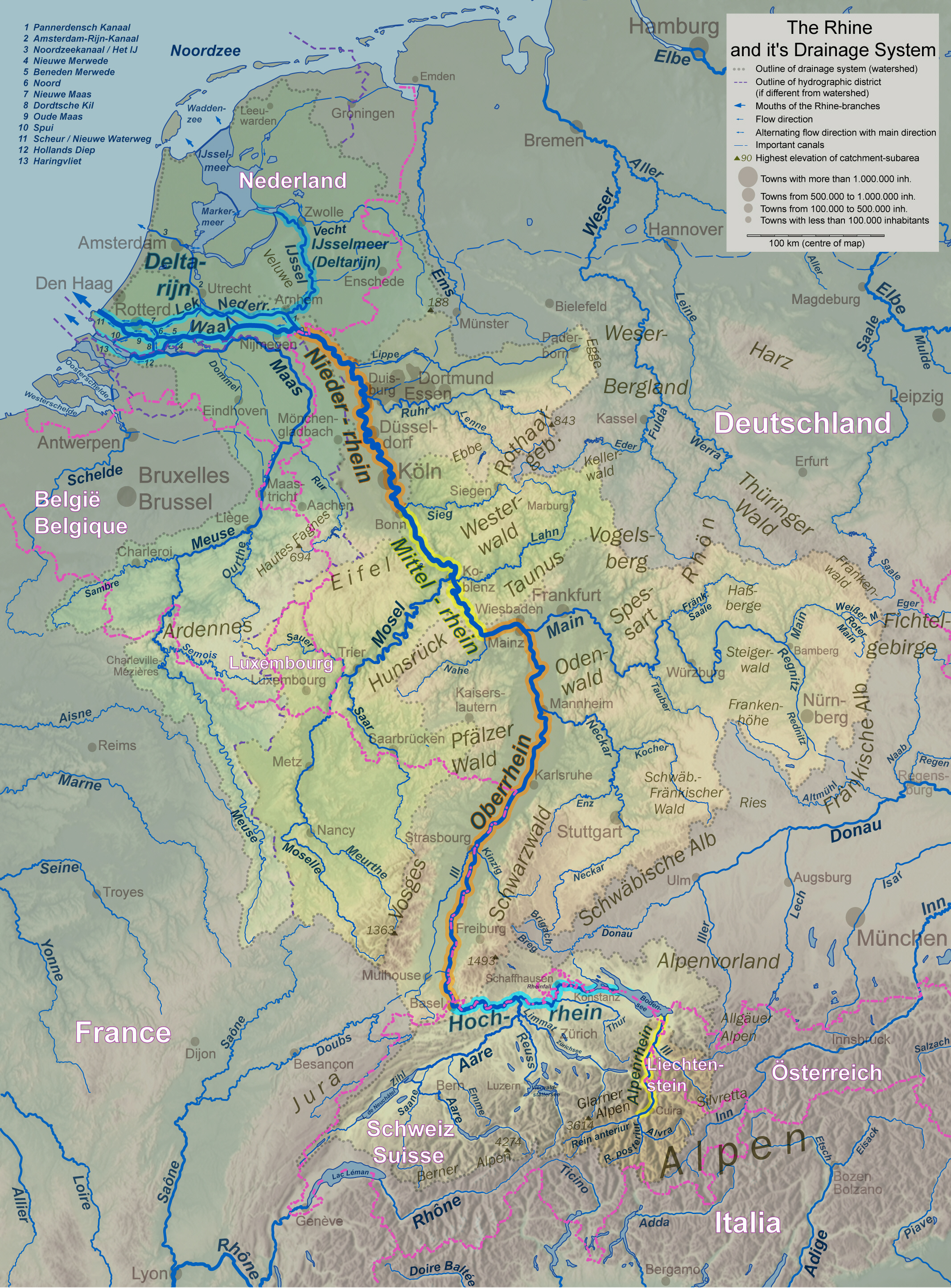
Sông Rhein là một trong những con sông quan trọng nhất châu Âu.

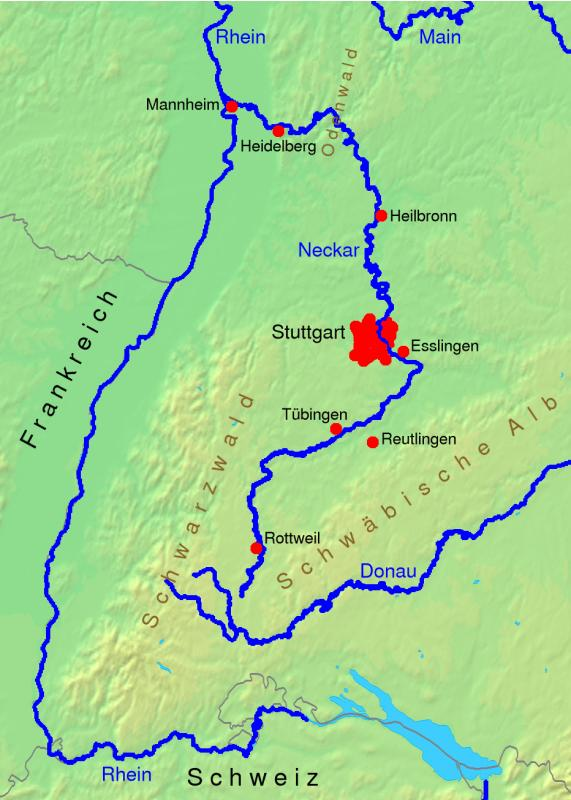
Thượng lưu sông Rhein và các phụ lưu của nó ở đấy.

Sông Rhine hay Sông Rhein (tiếng Anh: Rhine; tiếng Đức: Rhein; tiếng Hà Lan: Rijn; tiếng Pháp: Rhin; tiếng Ý: Reno; tiếng Romansh: Rain) thường được phiên âm trong tiếng Việt với tên sông Ranh hoặc sông Rai-nơ là một trong những con sông lớn và quan trọng nhất châu Âu, dài 1.233 km có lưu lượng trung bình hơn 2.000 mét khối trên một giây. Tên của sông Rhein bắt nguồn từ từ tiếng Đức cổ Rhein, mà từ này lại bắt nguồn từ từ tiếng Đức trên trung: Rin, từ gốc Ấn-Âu nguyên thủy *reie- ("chảy, chạy"). Sông Reno trong tiếng Ý có chung gốc này.
Sông Rhein bắt nguồn từ hồ Tomasee trên dãy núi Alps thuộc địa phận Thụy Sĩ. Nó chảy vào hồ Bodensee rồi hướng lên phía Bắc tới biên giới Đức-Pháp, chảy qua Strasbourg (Pháp), chảy vào lãnh thổ Đức bắt đầu từ Karlsruhe qua Bonn, Köln, Düsseldorf, v.v... và chảy sang Hà Lan. Trong lãnh thổ Hà Lan, Rhein chia thành 2 phân lưu là sông Waal và sông Lek. Sông Rhein đổ vào biển Bắc gần Rotterdam. Các phụ lưu lớn của Rhein là sông Main (Đức), sông Mosel (Pháp, Luxembourg, Đức), sông Neckar (Đức), sông Lahn (Đức) và sông Ruhr (Đức).

## Địa lý

### Chiều dàivà phát hiện
Rhein là một trong những con sông dài nhất và quan trọng nhất ở châu Âu. Mãi cho đến năm 1932, chiều dài của nó được ghi nhận là 1.230 km (764 dặm). Tuy nhiên năm 1932, German encyclopedia Knaurs Lexikon ghi chiều dài của nó là 1.320 km (820 dặm), có lẽ là lỗi hoán đổi khi đánh máy. Sau đó, con số này được đăng trong Brockhaus Enzyklopädie có bản quyền, và hiển nhiên được được chấp nhận và xuất hiện trong nhiều sách tham khảo và ấn phẩm chính thức. Lỗi này được phát hiện năm 2010, và một Rijkswaterstaat người Hà Lan xác nhận chiều dài của nó là 
1.232 kilômét (766 dặm).

### Thụy Sĩ, Liechtenstein, Áo và Đức
Nguồn của con sông nhìn chung được xem là từ phía bắc của Lai da Tuma (Tomasee) ở Vorderrhein, mặc dù nhành phía nam của nó Rein da Medel thực tế là dài hơn trước khi nó hòa vào Vorderrhein gần Disentis. 
Vorderrhein, hay Anterior Rhine, chảy từ Lai da Tuma (Tomasee), gần đèo Oberalp và đi qua Ruinaulta được hình thành bởi các khối đá trượt lớn trên Anpơ, Flims Rockslide.
Hinterrhein, hay Posterior Rhine, bắt nguồn từ Paradies Glacier, gần Rheinwaldhorn. Một trong các nhánh của nó là Reno di Lei chảy ra từ Valle di Lei vùng lãnh thổ chính trị của Ý. Sau khi chảy qua 3 thung lũng được chia cách bởi 2 hẻm núi, Roflaschlucht và Viamala, nó chảy đến Reichenau.

Từ Reichenau, Rhein chảy theo hướng đông là Alpenrhein hay "Rhein Anpơ", qua Chur vòng về phía bắc tạo thành một ranh giới phía bắc dài 20 km giữa Liechtenstein và Áo, bờ phía đông và bang St. Gallen của Thụy Sĩ ở bồ phía tây. Dòng sông chảy vào hồ Constance thuộc lãnh thổ của Áo và chảy theo lòng sông cổ tự nhiên của nó. Khi qua hồ nó chảy theo hướng tây có tên là Hochrhein, băng qua thác Rhein, và hợp lưu với sông Aar. Aar có lưu lượng gấp đôi lưu lượng sông Rhein, trungbi2nh gần 1.000 m3/s (35.000 cu ft/s). Aar cũng thu nước từ 4.274 m (14.022 ft) đỉnh Finsteraarhorn, là điểm cao nhất của lưu vực sông Rhein. Rhein tạo thành ranh giới tương đối giữa Đức từ hồ Constance với Thụy Sĩ trừ một phần của Zürich trừ và Schaffhausen.
- Lai da Tuma (Tomasee) ở độ cao 2.345 m (7.694 ft).
- Sông Rein da Tuma chảy qua Tomasee ở Grisons.
- Vực Rhein (Ruinaulta)[6] in Grisons.
- Viamala, Hinterrhein, 1893
- Rhein giữa hồ Constance thượng (Obersee) và hạ (Untersee)
- Thác Rhein, Schaffhausen
- Rhein ở Basel
- Rhein ở Baden-Baden

## Phụ lưu
Các phụ lưu của sông từ thượng nguồn:
| Tả - Sông Thur (Thụy Sĩ) - Sông Töss - Aar (Aare) - Birs - Birsig - Ill (Pháp) - Sông Moder - Lauter (Rhein) - Sông Nahe - Sông Moselle - Nette (Rhein) - Ahr - Erft - Sông Meuse (hợp với một phần của Rhein ở châu thổ) | Hữu - Sông Hinterrhein - Ill (Áo) - Schussen - Sông Wutach - Alb - Wiese - Elz (Rhein) - Kinzig (Rhein) - Rench - Acher - Murg - Alb - Pfinz - Neckar - Main - Lahn - Sông Wied - Sieg - Wupper - Düssel - Ruhr - Emscher - Sông Lippe - Oude IJssel - Berkel |

### Từ nguyên
- The *rei- root, American Heritage Dictionary Lưu trữ ngày 18 tháng 11 năm 2007 tại Wayback Machine

### Địa thạch học
- EUCOR-URGENT: Upper Rhine Graben Evolution and Neotectonics Lưu trữ ngày 26 tháng 9 năm 2000 tại Wayback Machine
- Britain's Drowned Landscapes
- New Dating of European Ice Age Lưu trữ ngày 7 tháng 7 năm 2007 tại Wayback Machine
- Regional Tectonics: from the Rhein Graben... Lưu trữ ngày 19 tháng 12 năm 2005 tại Wayback Machine
- Rhine-Meuse Delta Studies Lưu trữ ngày 3 tháng 4 năm 2018 tại Wayback Machine

### Lịch sử
- Rhein river History and Maps Lưu trữ ngày 23 tháng 3 năm 2010 tại Wayback Machine
- Rhein-Meuse delta studies Lưu trữ ngày 3 tháng 4 năm 2018 tại Wayback Machine

### Lâu đài
- Castles and Hotels on the Rhein
- Castles on the Rhein
- Castles Along the Rhein River
- More Castles on the Rhein Lưu trữ ngày 19 tháng 6 năm 2006 tại Wayback Machine
- State-Owned Historical Monuments in Rheinland-Palatinate
- Castles on the Rhine river in Germany

### Hàng hải
- Rhein Navigation Commission

### Hướng dẫn Du lịch
- Travel Guide to the Middle Rhein (UNESCO World Heritage)
- Lorelei Info - Information all around the Lorelei in the Upper Middle Rhine Valley World Heritage